# Menominee (Michigan)
Pour les articles homonymes, voir Menominee.
Menominee est une ville située dans l’État américain du Michigan. Elle est le siège du comté de Menominee. Sa population en 2000 est de 9 131 habitants.

## Géographie
Après un parcours de 190 kilomètres de long, la rivière Menominee se jette dans le lac Michigan à la hauteur de la ville de Marinette dans l'État du Wisconsin et de la ville de Menominee. 

## Économie
L'inventeur Marshall B. Lloyd (en) (1858–1927) y installe sa société Minneapolis company Lloyd Manufacturing, qui fabrique des landaus. En 1917 Lloyd invente son procédé Lloyd Loom.
Une fabrique d'hélicoptères, Enstrom Helicopter Corporation, est implanté sur le Menominee-Marinette Twin County Airport entre 1959 et 2022. Elle emploie 110 personnes en juillet 2011.

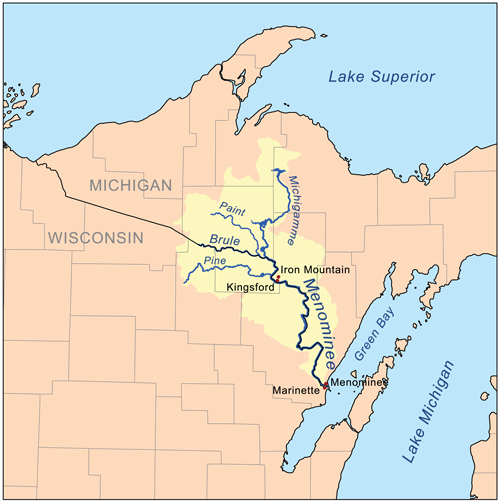
Carte de la région de Marinette.